# عبد الرحمن دامفا
عبد الرحمن دامفا (بالإنجليزية: Abdou Rahman Dampha)‏ (27 ديسمبر 1991 ببانجول في غامبيا - ) هو لاعب كرة قدم غامبي في مركز الوسط. شارك مع منتخب غامبيا تحت 17 سنة لكرة القدم ومنتخب غامبيا تحت 20 سنة لكرة القدم ومنتخب غامبيا لكرة القدم. أما مع النوادي، فقد لعب مع مولودية سعيدة ونادي أميين ونادي راون الرياضي ونادي نانسي ونادي نوشاتل زاماكس وGambia Ports Authority FC ‏.

## روابط خارجية
- عبد الرحمن دامفا على موقع قاعدة بيانات كرة القدم.إي يو (الإنجليزية)
- عبد الرحمن دامفا على موقع ليكيب (الفرنسية)
- عبد الرحمن دامفا على موقع ناشيونال فوتبول تيمز (الإنجليزية)
- عبد الرحمن دامفا على موقع Soccerway.com (الإنجليزية)
- عبد الرحمن دامفا على موقع عالم كرة القدم.نت (الإنجليزية)